# Xã Tilden, Michigan
Xã Tilden (tiếng Anh: Tilden Township) là một xã thuộc quận Marquette, tiểu bang Michigan, Hoa Kỳ. Năm 2010, dân số của xã này là 1.013 người.